# Chronologie de l'histoire du Québec (1663 à 1759)
Cette section de la Chronologie de l'histoire du Québec et de la Nouvelle-France concerne les événements entre la mise sur pied du Conseil souverain et la capitulation de Québec.

## Années 1660
- 1663 - Le 5 février, à 17h30, un tremblement de terre de magnitude se situant entre 7,3 et 7,9 secoue la Nouvelle-France.
- 1663 - Révocation de la charte de la Nouvelle-France et dissolution de la Compagnie de la Nouvelle-France par Louis XIV. La Nouvelle-France devient une colonie royale sous Louis XIV. Un Conseil souverain répondant au roi de France est instauré pour administrer les colonies du continent américain, le Canada, l'Acadie, Terre-Neuve, la Baie d'Hudson et la Louisiane.
- 1663 - Le 9 mars 1663, la seigneurie de Montréal, qui comprend toute l'île de Montréal, est offerte par la Société Notre-Dame de Montréal au Séminaire de Saint-Sulpice de Paris.
- 1663 - Le 24 mars, fondation du Grand Séminaire de Québec par Mgr François de Montmorency-Laval.
- 1663 - Les premières filles du roi arrivent en Nouvelle-France durant l'été.
- 1663 - Arrivée du nouveau gouverneur Augustin de Saffray de Mézy, de Monseigneur de Laval, du commissaire-royal Louis Gaudais-Dupont et de 150 colons et artisans le 15 septembre.
- 1663 - Élection de Jean-Baptiste Legardeur de Repentigny, premier maire de la ville de Québec, le 17 octobre.
- 1663 - Le gouvernement métropolitain établit la dîme à un treizième minot, ce qui crée de profond remous dans la population.
- 1663 - Un premier intendant, Louis Robert, est nommé mais il ne viendra pas en Nouvelle-France.
- 1664 - Publication, à Paris, du livre de Pierre Boucher intitulé Histoire véritable et naturelle des mœurs et productions du pays de la Nouvelle-France vulgairement dite le Canada.
- 1664 - Selon l'arrêt du Conseil du 13 mars 1664 et du 11 mai 1676, les Indiens sont soumis aux mêmes lois que les Français. Toutefois, ces derniers firent savoir aux autorités qu'ils n'accepteraient jamais d'être soumis à des châtiments dégradants comme le carcan.
- 1664 - La Compagnie française des Indes Occidentales est créée sous l'initiative de Jean-Baptiste Colbert qui lui réserve le monopole du trafic canadien.
- 1665 - Jean-Baptiste Colbert nomme Jean Talon intendant de la Nouvelle-France. Deuxième intendant après Louis Robert, il le premier à se rendre en Nouvelle-France.
- 1665 - Le nouveau gouverneur de Mézy est emporté par la maladie à Québec.
- 1665 - Daniel de Rémy de Courcelles devient gouverneur de la Nouvelle-France.
- 1665 - Répondants aux demandes des dirigeants de la colonie qui veulent réduire les Iroquois, Louis XIV  envoie le régiment de Carignan-Salières composé de 1 300 soldats qui arrivent en Nouvelle-France le 19 juin.
- 1665 - Les soldats du régiment de Carignan-Salières construisent trois forts sur les rives du Richelieu : le Fort Richelieu (Sorel), le Fort Saint-Louis (Chambly) et le Fort Sainte-Thérèse (Carignan).
- 1666 - Un recensement effectué par Jean Talon dénombre 3 215 habitants français en Nouvelle-France.
- 1666 - Deux expéditions militaires sont menées par les soldats du régiment de Carignan-Salières : l’une en janvier, qui est un échec lamentable; l’autre en septembre, dirigée contre les Agniers, ne rencontre aucune résistance et les villages sont incendiés.
- 1667 - À la suite de l'expédition militaire menée l'année précédente contre eux, les Agniers, font la paix avec les Français et les peuples algonquiens, rejoignant ainsi les autres nations de la ligue iroquoise qui avaient traité avec les Français l'année précédente.
- 1667 - La Dîme est réduite au 26e minot.
- 1667 - Sa mission terminée, le régiment de Carignan-Salières est démobilisé mais environ quatre cents soldats et officiers choisirent de demeurer définitivement en Nouvelle-France.
- 1668 - Fondation du Petit Séminaire de Québec par François de Laval, premier évêque de la Nouvelle-France, dans le but de préparer sur place la relève sacerdotale.
- 1668 - Avec l'aide de subsides royaux, François Bissot, bourgeois de la ville de Québec, fait construire, à Pointe-Lévy, la première tannerie en Nouvelle-France.
- 1668 - Population de la Nouvelle-France: 6,500.
- 1668 - Claude de Bouteroue d'Aubigny, intendant de la Nouvelle-France.
- 1669 - Création de la milice coloniale à titre d'institution régulière. Tous les Canadiens devaient en faire partie.

## Années 1670
- 1670 - Fondation à Londres de la Compagnie de la Baie d'Hudson, pour la traite des fourrures sur le nouveau continent.
- 1670 - Deuxième intendance de Jean Talon.
- 1670 - Retour des Récollets en Nouvelle-France.
- 1670 - Création, à Saint-Joachim sur la côte de Beaupré, de l'École des Arts et Métier par Mgr de Laval dont l'objectif est de former des ouvriers experts dans tous les métiers, y compris celui de l'agriculture.
- 1670 - À l'automne, l'intendant Jean Talon envoi Simon François Daumont de Saint-Lusson pour découvrir des mines de cuivre.
- 1672 - Louis Buade de Frontenac devient gouverneur de la Nouvelle-France le 17 avril.
- 1673 - Louis Jolliet et Jacques Marquette commencent l'exploration du fleuve Mississippi
- 1673 - Construction du Fort Cataracoui à  l'emplacement actuel de la ville de Kingston. Ultérieurement, il prit le nom de Fort Frontenac.
- 1673 - Le dernier contingent annuel de filles du roy arrive à Québec.
- 1674 - François de Laval devient premier évêque de la Nouvelle-France à la suite de la création du diocèse de Québec.
- 1675 - L'expression coureur des bois fait son apparition pour désigner les hommes qui troquent les peaux et les pelleteries avec les Amérindiens.
- 1675 - Arrivée du nouvel intendant Jacques Duchesneau de la Doussinière et d’Ambault.
- 1675 - Le privilège exclusif du castor est octroyé, pour sept ans, à un groupe d'intérêts dirigé par Jean Oudiette, financier parisien d'envergure qui se fait octroyé, la même année, la traite des noirs du Sénégal.
- 1676 - Fondation du poste de traite des fourrures et de la mission des Jésuites à Chicoutimi sur les bords de la rivière Saguenay.
- 1677 - Fondation du séminaire de Saint-Sulpice par la compagnie de Montréal.

## Années 1680
- 1681 - Population de la Nouvelle-France: 9 677[réf. nécessaire].
- 1682 - Arrivée du gouverneur Joseph-Antoine Le Febvre de La Barre et de l'intendant Jacques de Meulles.
- 1682 - René Robert Cavelier de La Salle prend possession du bassin du Mississippi pour le roi de France.
- 1682 - Fondation, par des commerçants principalement français, de la Compagnie de la Baie du Nord.
- 1683 - Cavelier de La Salle fonde Saint-Louis des Illinois.
- 1684 - Le gouverneur La Barre conduit une expédition militaire contre les Tsonnontouans, l’une des cinq nations de la confédération iroquoise. Minées par la maladie, les troupes françaises se retrouvent incapables de livrer bataille.
- 1684 - Pierre-Esprit Radisson, un coureur des bois, trahit la France et aide les Anglais à s'emparer du Fort Bourbon.
- 1685 - Population de la Nouvelle-France: 10 725[réf. nécessaire].
- 1685 - Jacques-René de Brisay, marquis de Denonville devient gouverneur de la Nouvelle-France.
- 1685 - Fondation du Fort Saint-Louis, au Texas par Cavelier de La Salle.
- 1685 - Première émission de monnaie de carte. Elles seront entièrement rachetées en monnaie métallique trois mois plus tard.
- 1686 - Prise de la Baie-James par Pierre de Troyes.
- 1686 - Deuxième émission de monnaie de carte. Elles sont, elles aussi, entièrement rachetées six mois plus tard.
- 1687 - Nouvelle expédition militaire contre les Tsonnontouans menée par Denonville. Ne rencontrant aucune résistance, il brûle les quatre principaux villages, les récoltes ainsi que les provisions accumulées.
- 1688 - Mgr de Saint-Vallier est sacré deuxième évêque de Québec.
- 1689 - Début de la seconde guerre franco-iroquoise qui prend fin en 1701.
- 1689 - Massacre de Lachine le 5 août.
- 1689 - Frontenac est nommé gouverneur de la Nouvelle-France pour une deuxième fois.

## Années 1690
- 1690-1691 - Pour chacune de ces deux années, les Canadiens sont contraints d'émettre de la monnaie de cartes. Elle sera toutefois rapidement rachetée en argent métallique.
- 1690 - 18 octobre, Guillaume Couture, capitaine de la milice de la Pointe-Lévy, repousse les troupes de l'amiral William Phips sur la Rive-Sud de Québec.
- 1692 - Population de la Nouvelle-France: 11,075.
- 1692 -  Marie-Madeleine Jarret de Verchères devient héroïne de la Nouvelle-France en défendant un fort qui attendait des renforts.
- 1693 - Expédition militaire des Français et de leurs alliés amérindiens contre les Agniers. Les trois principaux villages des Agniers sont brûlés et des centaines de captifs, des femmes et des enfants surtout, durent être relâchés sur le chemin du retour parce qu’ils étaient poursuivis par les Iroquois.
- 1693 - Jean Bochart de Champigny fait construire une batterie de canon du Clergé en arriere du Séminaire.
- 1694 - Le 16 janvier, deux mandements de Mgr de Saint-Vallier dénoncent les dangers du théâtre et de la comédie, le Tartuffe de Molière est particulièrement visé. Cette pièce ne sera présentée au Québec qu'en 1952.
- 1696 - Expédition militaire des Français et de leurs alliés amérindiens contre les Onontagués et les Onneiouts.
- 1696 - René Lepage de Ste-Claire fonde ce qui deviendra plus tard Rimouski, en installant sa famille dans le Bas-St-Laurent. Il obtient cette seigneurie d'Augustin Rouer, sieur de la Cardonnière en échange d'une terre qu'il possède sur l'Île d'Orléans.
- 1696-1697 - Campagne de Pierre LeMoyne d'Iberville contre Terre-Neuve: 36 colonies sont détruites.
- 1697 - Les Traités de Ryswick sont signés en 1697 dans la ville hollandaise de Ryswick, sous la médiation de la Suède. Ils mettent fin à la guerre de la Ligue d'Augsbourg, opposant la France, l'Angleterre, l'Empereur et l'Autriche.

- 1698 - Louis-Hector de Callière devient gouverneur de la Nouvelle-France. Frontenac meurt la même année en novembre.
- 1699 - Pierre Le Moyne d'Iberville reconnaît la côte de la Louisiane, retrouve l’embouchure du Mississippi et fonde la ville de Biloxi.

## Années 1700
- 1701 - Antoine de Lamothe-Cadillac fonde Détroit.
- 1701 - Décès de Guillaume Couture à l'Hôtel-Dieu de Québec le 4 avril. Il était le premier colon de la Pointe-Lévy et un héros de la Nouvelle-France.
- 1701 - Signature de la Grande paix de Montréal entre 39 chefs indiens et les Français le 4 août.
- 1701 - Début de la pêche commerciale aux marsouins dans le fleuve Saint-Laurent.
- 1702 - Le gouverneur Louis-Hector de Callière octroie la concession de la seigneurie de Vaudreuil à Philippe de Rigaud de Vaudreuil et la seigneurie de Soulanges à Pierre-Jacques Joybert de Soulanges et de Marson[1].
- 1702 - Construction du Fort Louis de la Louisiane par les frères Pierre LeMoyne d'Iberville et Jean-Baptiste Le Moyne de Bienville qui deviendra l'établissement français de La Mobile, première capitale de la colonie française de la Louisiane de 1710 à 1723.
- 1702 - Nouvelle émission de monnaie de carte. À la différence des précédentes émissions, celles-ci vont courir dans le commerce d'une année à l'autre et chaque nouvelle émission de monnaie de cartes ne fera qu'augmenter l'écart entre la valeur de ces cartes en circulation et les possibilités de rachat par la métropole, c'est-à-dire sa dette.
- 1703 - Philippe de Rigaud de Vaudreuil, gouverneur de Montréal, est promu gouverneur de la Nouvelle-France lorsque de Callière meurt à Montréal.
- 1703 - Nouvelle émission de monnaie de carte.
- 1703 - Début en Amérique des hostilités consécutives à la Succession d'Espagne: raids canadiens sur le littoral du Maine.
- 1704 - Claude de Ramezay devient gouverneur de Montréal le 15 mai.
- 1704 - Nouvelle émission de monnaie de carte.
- 1704 - Raid canadien contre Deerfield au Massachusetts.
- 1705 - Jacques Raudot partage la fonction d'intendant de la Nouvelle-France avec son fils, Antoine-Denis, jusqu'en 1710.
- 1706 - Le 9 juillet, Pierre LeMoyne d'Iberville meurt à La Havane à Cuba.
- 1706 - Population de la Nouvelle-France: 16,417.
- 1709 - Une ordonnance de l'intendant Jacques Raudot, institutionnalise l'esclavage en Nouvelle-France.
- 1709 - Prise de Saint-Jean de Terre-Neuve par les Français.

## Années 1710
- 1710 - Michel Bégon, intendant de la Nouvelle-France.
- 1710 - Prise de Port-Royal par les Anglais.
- 1710 - Nouvelle émission de monnaie de carte.
- 1710 - Epidémie de «fièvres malignes».
- 1711 - Le 6 juillet, adoption par le Conseil d'Etat du roi des «Arrêts de Marly» pour corriger les abus qui sévissent dans le système de concession des terres.
- 1711 - Nouvelle émission de monnaie de carte.
- 1711 - Invasion britannique manquée. Tandis que la flotte britannique commandée par l'amiral Hovenden Walker se brise le 23 août sur les récifs d’Anticosti, le général britannique Nicholson s'apprête à remonter le lac Champlain quand, le 19 septembre, la nouvelle du désastre de la flotte de Walker lui parvient. Il rebrousse alors chemin.
- 1712 - Début du monopole d'Antoine Crozat en Louisiane.
- 1712 - À son apogée, la Nouvelle-France s'étend de Terre-Neuve aux pieds des montagnes Rocheuses et de la baie d'Hudson au golfe du Mexique.
- 1712-1714 - Première guerre des Outagamis. Les Outagamis ou nation des Renards, attaquent un poste français à Détroit. Près du tiers de la nation est ensuite massacrée ou réduite en esclavage par les Illinois et les Outaouais qui se sont joints aux Français.
- 1713 - La population française dans toute l'Amérique du Nord ne compte que 12 000 âmes, alors que les colonies britanniques de la côte sont peuplées par presque un million de colons.
- 1713 - Début de la traite des Noirs en Louisiane.
- 1713 - Nouvelle émission de monnaie de cartes.
- 1713 - Signature du traité d'Utrecht (1713).
- 1713 - Le gouvernement français déclare banqueroute et se soustrait au remboursement de l'intégralité des lettres de change sur lesquelles reposent l'économie de la Nouvelle-France. Il ne remboursera la monnaie de carte qu'à la moitié de sa valeur nominale.
- 1715 - Avec la mort de Louis XIV, la polysynodie remplace les secrétaires d'État. La colonie de la Nouvelle-France est placée sous l'autorité du Conseil de marine.
- 1716 - Population de la Nouvelle-France: 20,531.
- 1716-1728 - Construction de la Forteresse de Louisbourg à l'île du Cap-Breton dont le coût s'élèvera à quelque 20 000 000 de livres.
- 1717 - Jean-Baptiste Le Moyne de Bienville fonde la Nouvelle-Orléans.
- 1717 - Le gouvernement métropolitain accorde aux marchands de Québec et de Montréal la permission de s'assembler tous les jours pour discuter de leurs affaires.
- 1717 - Début du monopole de la Compagnie d'Occident.
- 1718-1721 - Rachat de la monnaie de carte.
- 1718 - Fondation de La Nouvelle-Orléans
- 1718 - Epidémie de «fièvres malignes».
- 1719 - Guerre franco-espagnole de 1719. Les Français prennent la ville espagnole de Pensacola.

## Années 1720
- 1720 - Québec est fortifiée par le roi de France.
- 1722 - Ouverture des premières écoles primaires.
- 1723 - La Nouvelle-Orléans devient officiellement la capitale de la Louisiane française
- 1725 - À la mort de Philippe de Rigaud de Vaudreuil, ses fils Pierre de Rigaud de Vaudreuil et François-Pierre de Rigaud de Vaudreuil héritent de la seigneurie de Vaudreuil.
- 1726 - Le 10 janvier, Charles de Beauharnois de La Boische d'Orléans est nommé gouverneur de la Nouvelle-France à la suite de la mort, le 10 octobre 1725, de Philippe de Rigaud de Vaudreuil.
- 1726 - Claude-Thomas Dupuis, intendant de la Nouvelle-France.
- 1726 - Population de la Nouvelle-France: 29,396
- 1727 - Traité de la compagnie des Sioux le 6 juin.
- 1728 - Deuxième guerre des Outagamis ou Renards, guerre qui s'apparente à un génocide.
- 1729 - Réintroduction de la monnaie de carte dans la colonie.
- 1729 - Gilles Hocquart, intendant de la Nouvelle-France.
- 1729-1731 - Destruction complète des Natchez par les Français (Révolte des Natchez)

## Années 1730
- 1730 - Etablissement des forges du Saint-Maurice.
- 1731 - Nouvelle émission de monnaie de carte.
- 1731 - Début de la construction navale à Québec sous l'impulsion de Gilles Hocquart.
- 1731 - Début de la construction du Chemin du Roy reliant Québec et Montréal.
- 1731-1749 - La Vérendrye et ses fils explorent les plaines de l'Ouest canadien actuel et découvrent les Montagnes Rocheuses en 1743.
- 1732 - La seigneurie de Rigaud est concédée aux frères François-Pierre de Rigaud de Vaudreuil et Pierre de Rigaud de Vaudreuil.
- 1732 - Année de mauvaise récolte.
- 1733 - Nouvelle émission de monnaie de carte.
- 1733 - Une épidémie de variole, appelée petite vérole par les habitants, sévit pendant sept ou huit mois. Elle fut accompagnée d'une famine. Au total, ces deux événements firent deux mille victimes.
- 1734 - Inauguration de la grand-route: le "Chemin du Roy", entre Québec et Montréal.
- 1734 - Incendie de Montréal.
- 1734 - Marie-Joseph Angélique, une esclave noire, est pendue pour avoir mis le feu à la demeure de ses maîtres.
- 1736 - Échec de la première expédition de Jean Baptiste Le Moyne de Bienville contre les Chicassa alliés aux Anglais
- 1736 - Population de la Nouvelle-France: 39,063.
- 1736 - Les Forges du Saint-Maurice entrent en activité.
- 1737 - Fondation des Sœurs Grises ou Sœurs de la Charité par Marie-Marguerite Dufrost de Lajemmerais d'Youville.

## Années 1740
- 1742 - Nouvelle émission de monnaie de carte.
- 1742 - Le 4 juin est lancé Le Canada, premier navire de guerre à être construit en Nouvelle-France.
- 1743 - Les chenilles ravagent les champs depuis Détroit jusqu'à Québec.
- 1743-1746 - Epidémie de typhus.
- 1744 - Le gouvernement français, se soustrait de son obligation de rembourser l'intégralité des lettres de change envers la Louisiane.
- 1744 - Population de la Nouvelle-France: 55,009.
- 1745 - La forteresse de Louisbourg tombe aux mains des Britanniques.
- 1746 - L'Expédition du duc d'Anville, visant à reprendre l'Acadie, bombarder Boston et attaquer les Antilles anglaises, tourne au désastre.
- 1747-1749 - Construction des forts Gaspareaux, Beauséjour, Présentation, Rouillé, Rivière-aux-Bœufs, Presqu'île et Machault.
- 1748 - Signature du traité d'Aix-la-Chapelle le 17 octobre. Louisbourg rendu à la France.
- 1748 - Rolland-Michel Barrin, comte de La Galissonnière devient gouverneur intérimaire.
- 1748 - Fin de la guerre de la Succession d'Autriche: traité d'Aix-la-Chapelle. Louisbourg est rendu à la France.
- 1748-1760 - François Bigot, dernier intendant de la Nouvelle-France.
- 1749 - Pierre Joseph Céloron de Blainville prend possession de la vallée de l'Ohio.
- 1749 - Nouvelle émission de monnaie de carte.
- 1749 - Jacques-Pierre de Taffanel, marquis de Jonquière est nommé gouverneur de la Nouvelle-France.
- 1749 - Passage de Pehr Kalm, naturaliste suédois en Nouvelle-France.
- 1749 - Fondation d'Halifax qui est un port naturel d'envergure, un site idéal pour une base militaire pour contrebalancer Louisbourg.

## Années 1750
- 1750 - Epidémie de typhus
- 1752 - Michel-Ange Duquesne, marquis de Menneville devient gouverneur de la Nouvelle-France.
- 1754 - Un recensement évalue la population française de la Nouvelle-France à 55 009 habitants.
- 1754 - Début de la guerre de la conquête entre la Grande-Bretagne et la France pour le contrôle de l'Amérique du Nord. Cette guerre fait partie de la guerre de Sept Ans.
- 1754 - Le 28 mai, a lieu la bataille de Jumonville Glen, ce qui fut appelé l'affaire Jumonville. George Washington et ses hommes tuèrent 10 Canadiens dans les petites heures du matin par baïonnettes. L'affaire fait du bruit jusqu'en Europe, où la guerre s'emballe en même temps que l'arrivée de la nouvelle. Après être restés neutres, les amérindiens de la région se mirent du côté des Canadiens.
- 1755 - Pierre Rigaud de Vaudreuil devient gouverneur de la Nouvelle-France. Il est le premier et le dernier gouverneur originaire du Canada.
- 1755 - Le 9 juillet, Jean-Daniel Dumas et Daniel Liénard de Beaujeu imposent une cuisante défaite à l’expédition Braddock lors de la bataille de la Monongahela.
- 1755 - Début de la déportation des Acadiens le 28 juillet.
- 1755 - En octobre, début de la construction du Fort Carillonsur l'ordre du marquis de Vaudreuil. Les Anglo-Américains l'appelaient Ticonderoga.
- 1755 - Epidémie de variole (500 victimes).
- 1756 - Le nouveau commandant des troupes françaises, Louis-Joseph de Montcalm arrive à Québec.
- 1756 - Le 14 août, Montcalm prend et détruit le Fort Oswego (Chouaguen).
- 1756 - Le 29 août marque le début de la guerre de sept ans en Europe.
- 1756-1757 - Epidémie de typhus
- 1757 - L'armée française, dirigée par Montcalm, s'empare du fort William Henry le 9 août.
- 1758 - Bataille de Fort Carillon durant la nuit du 7  au 8 juillet. Les soldats de Montcalm résistent à l'attaque du général James Abercrombie. Voir la Bataille du Fort Ticonderoga.
- 1758 - Le 27 juillet, les Français rendent les armes. Prise de Louisbourg par James Wolfe et Boscawen.
- 1758 - Le 25 novembre, prise du Fort Duquesne par le général Anglais John Forbes.
- 1759 - Les troupes britanniques de James Wolfe, sous la direction du général Robert Monckton et du lieutenant-colonel Ralph Burton, envahissent la seigneurie de Lauzon à la Pointe-Lévy pour bombarder Québec.
- 1759 - Début du siège de Québec le 12 juillet.
- 1759 - Le 13 septembre, les troupes britanniques de James Wolfe ressortent victorieuses d'une bataille contre les troupes de Montcalm près de Québec. Voir: la Bataille des plaines d'Abraham.
- 1759- Le 18 septembre, Québec capitule. Le gouvernement de la Nouvelle-France se retire à Montréal. Voir la capitulation de Québec.
- 1759- Le 15 octobre, un arrêt du Conseil d'État suspend le paiement des lettres de change des colonies françaises d'Amérique. La valeur de l'argent circulant en Nouvelle-France tombait à rien.
- 1759- Épidémie de typhus dans toute la colonie.